# UPF-Centre for Animal Ethics
La UPF-Center for Animal Ethics (UPF-CAE) és un centre d'estudis amb seu a la Universitat Pompeu Fabra que té per objectiu difondre i promoure les perspectives ètiques no antropocèntriques ni especistes en l'acadèmia, la política, els mitjans de comunicació i la opinió pública. Es va constituir el desembre de 2015 i és el primer centre d'aquestes característiques tant a Catalunya com a l'Estat espanyol.
Entre les seves activitats principals destaquen la coorganització de la 6a European Conference for Critical Animal Studies el 2019, juntament amb l'European Association for Critical Animal Studies. També l'Observatori de l'Especisme als Mitjans, posat en marxa el 2018, que analitza el tractament dels animals als mitjans de comunicació des d'una perspectiva antiespecista. El 2016 van publicar unes recomanacions per al tractament ètic, just i objectiu dels animals als mitjans de comunicació. El 2018 van crear unes recomanacions sobre mètodes alternatius a la vivisecció. El 2021 van crear una plataforma amb uns dos-cents recursos —entre llibres, articles acadèmics i de premsa— que relacionen el tractament dels humans cap a la resta d'animals i la proliferació de malalties zoonòtiques.